# Монпелье Эро
«Монпелье Эро Рагби» (фр. Montpellier Hérault rugby) — профессиональный французский регбийный клуб из одноимённого города. Президентом клуба является предприниматель Моэд Альтрад, главным тренером с 2010 года — Фабьен Галтье. С 2003 года команда принимает участие в турнире Топ 14 — сильнейшем дивизионе французского регби. Также «Монпелье» становился участником Кубка Хейнекен и Европейского кубка вызова.
Клуб был создан в 1986 году в результате объединения команды «Стад Монпельерен» и регбийной секции клуба «Монпелье Пайяд», раньше защищавшей цвета городского университета; команды были основаны в 1963 и 1974 годах соответственно. Команда «Эро» дебютировала в группе «B» чемпионата Франции, а уже в 1990 году стала участником высшего дивизиона. Команда выбывала из элитного дивизиона и вновь поднималась туда на протяжении нескольких сезонов, закрепившись в Топ 14 в 2003 году. В следующем году «Монпелье» стал обладателем Европейского щита — трофея, вручаемого победителю ежегодного состязания, проводившегося в 2002—2004 годах. 4 июня 2011 года клуб впервые в своей истории сыграл в финале чемпионата Франции, где уступил наиболее титулованной команде страны — «Тулузе». 24 июня 2022 года впервые стал чемпионом Топ 14 обыграв в финале «Кастр».
Несколько лет регбисты «Монпелье» проводили домашние матчи на стадионе «Сабате», однако в 2007 году клуб переехал на арену «Ив-дю-Мануа». С 1999 года организация располагает учебным центром. С 2005 года женская команда «Монпелье» также участвует в высшей лиги чемпионата Франции.

## История
Команда была создана в 1986 году посредством объединения двух коллективов — «Стад Монпелльерен» и МУК. В течение долгого времени клубу не покорялись медали чемпионата Франции, однако в коллекции бело-синих есть ряд других трофеев. В 1993 году игроки «Монпелье» стали победителями Шалёнж де Л’Эсперанс.
В 2003 году клуб вышел в Топ 14, став чемпионом Второго дивизиона. Через год регбисты боролись за Европейский щит. В финале французы обыграли соперников из «Виаданы» со счётом 25:19.
В 2022 году впервые стал обладателем титула чемпиона Топ 14.

## Достижения
- Топ 14
  - Чемпион: 2022
  - Финалист: 2011, 2018
- Второй дивизион
  - Победитель: 2003
- Европейский кубок вызова
  - Победитель: 2016, 2021
- Европейский щит[англ.]
  - Победитель: 2004
- Шалёнж де л’Эсперанс
  - Победитель: 1993

## Финальные матчи

### Топ 14
| Дата            | Победитель | Финалист   | Счёт  | Стадион                   | Зрители |
| 4 июня 2011 г.  | «Тулуза»   | «Монпелье» | 15:10 | «Стад де Франс», Сен-Дени | 77 000  |
| 2 июня 2018 г.  | «Кастр»    | «Монпелье» | 29:13 | «Стад де Франс», Сен-Дени | 79 441  |
| 24 июня 2022 г. | «Монпелье» | «Кастр»    | 29:10 | «Стад де Франс», Сен-Дени |         |

### Европейский щит
| Дата           | Победитель | Финалист  | Счёт  | Стадион                   | Зрители |
| 21 мая 2004 г. | «Монпелье» | «Виадана» | 25:19 | «Серджо Ланфранки», Парма | 2 553   |

## Состав
Заявка на сезон Топ-14 2018/2019. Жирным выделены игроки, заигранные за национальные сборные.